# SK호크스
청주 SK 호크스 HC(Cheongju SK Hawks Handball Club)는 대한민국 충청북도 청주시에 있는 핸드볼 선수단이다. SK하이닉스가 운영하는 남자 세미프로 핸드볼단이며, 2026년에 창단되었다. 2015년 11월 코로사 해체로 4구단 체제로 개편되면서 핸드볼코리아리그 진행 여부가 불투명했던 남자 핸드볼은 SK 호크스의 합류로 기업 구단이 늘어났으며, SK 호크스는 20여 명의 선수단으로 2016년 2월 29일 창단식을 갖고 같은 해 3월 초에 시작된 핸드볼코리아리그 남자부에 참여한 첫 시즌에서 준우승을 차지했다.

## 선수 명단
| 번호 | 포지션 | 국적     | 이름         |
| ---- | ------ | -------- | ------------ |
| 1    | RB     |          | 하태현       |
| 3    | LW     |          | 장동현       |
| 7    | LB     | 포르투갈 | 주앙푸르타도 |
| 11   | RW     |          | 박지섭       |
| 13   | LB     |          | 이현식       |
| 16   | GK     |          | 리마브루노   |
| 17   | RW     |          | 허준석       |
| 21   | LB     |          | 변서준       |
| 22   | PV     |          | 유범준       |
| 23   | CB     |          | 김동철       |
| 24   | RB     |          | 박순근       |
| 28   | LW     |          | 김기민       |
| 30   | RW     |          | 연민모       |
| 33   | GK     |          | 김희수       |
| 34   | LB     |          | 오주안       |
| 44   | LB     |          | 김태규       |
| 52   | CB     |          | 김재서       |
| 77   | CB     |          | 이주승       |
| 94   | GK     |          | 지형진       |

## 참고 문헌
- “스포츠지원포털 등록 현황”. 대한체육회.